# Acrodactyla carinator
Acrodactyla carinator là một loài tò vò trong họ Ichneumonidae.